# Lista do Patrimônio Mundial no Irão
A Organização das Nações Unidas para a Educação, a Ciência e a Cultura (UNESCO) propôs um plano de proteção aos bens culturais do mundo, através do Comité sobre a Proteção do Património Mundial Cultural e Natural, aprovado em 1972. Esta é uma lista do Patrimônio Mundial existente no Irão, especificamente classificada pela UNESCO e elaborada de acordo com dez principais critérios cujos pontos são julgados por especialistas na área. O Irão moderno (localizado num extenso território desértico no Oriente Médio), berço do longevo Império Aquemênida e de outras várias dinastias islâmicas que legaram ao mundo ocidental e oriental um lastro cultural e científico inestimáveis, ratificou a convenção em 26 de fevereiro de 1975, tornando seus locais históricos elegíveis para inclusão na lista.
Tchogha Zanbil, Persépolis e Meidan Emam foram os três primeiros sítios do Irão inscritos na lista do Patrimônio Mundial por ocasião da IIIª Sessão do Comité do Patrimônio Mundial, realizada em Paris (França) em 1979. Todos os três sítios são de interesse cultural e apresentam uma relevante contribuição islâmica e aquemênida. Após um grande hiato de mais de três décadas sem uma nomeação a lista, o Irão voltou a ter uma propriedade designada pela UNESCO em 2003 com a inclusão do sítio Takht-e Sulaiman à Lista do Patrimônio Mundial, sendo seguido pelas cidades históricas de Pasárgada  e Bam (em 2004) e o conjunto arquitetônico Soltaniyeh (em 2005).
Desde a última inscrição na lista, o Irão totaliza 28 sítios declarados Patrimônio Mundial pela UNESCO, sendo 26 deles de interesse Cultural e apenas 2 (Deserto de Lute e Florestas Hircanas) de interesse Natural. O Irão não partilha nenhum sítio com países vizinhos e, apesar de estar situado em uma região conflituosa, não possui nenhum de seus sítios na Lista do Patrimônio Mundial em perigo.

## Bens culturais e naturais
O Irão conta atualmente com os seguintes lugares declarados como Patrimônio da Humanidade pela UNESCO:
| Tchogha Zanbil | Tchogha Zanbil |
| Tchogha Zanbil | Bem cultural inscrito em 1979. |
| Tchogha Zanbil | Localização: Cuzistão |
| Tchogha Zanbil | Neste local estão as ruínas da cidade sagrada do reino de Elam, cercada por três imponentes muros concêntricos. A construção daquela cidade, fundada por volta de 1250 a.C., permaneceu inacabada após sua invasão por Asurbanipal, como atestado pelos milhares de tijolos não usados que foram encontrados. (UNESCO/BPI) |

| A cidade de Persépolis, na província de Fars. | Persépolis |
| A cidade de Persépolis, na província de Fars. | Bem cultural inscrito em 1979. |
| A cidade de Persépolis, na província de Fars. | Localização: Fars |
| A cidade de Persépolis, na província de Fars. | Capital do império aquemenóide fundado por Dario I em 518 a.C., Persépolis foi construída em um imenso terraço, natural e artificial ao mesmo tempo, no qual o "rei dos reis" ergueu um esplêndido conjunto palaciano de proporções colossais, inspirado em modelos mesopotâmios. Este sítio arqueológico é único em seu tipo pela quantidade e qualidade dos restos monumentais que contém. (UNESCO/BPI) |

| Jardins simétricos da praça Naqsh-i Jahan e a Mesquita Real de Isfahan, ao fundo. | Meidan Emam |
| Jardins simétricos da praça Naqsh-i Jahan e a Mesquita Real de Isfahan, ao fundo. | Bem cultural inscrito em 1979. |
| Jardins simétricos da praça Naqsh-i Jahan e a Mesquita Real de Isfahan, ao fundo. | Localização: Isfahan |
| Jardins simétricos da praça Naqsh-i Jahan e a Mesquita Real de Isfahan, ao fundo. | Construída pelo Sah Abbas, o Grande, no início do século XVII, a Praça do Imã é ladeada por edifícios monumentais unidos por uma série de fliperamas de dois andares. Este local é famoso pela Mesquita Real (ou Mesquita Do Imã), Mesquita do Xeque Lotfollah,o magnífico pórtico Qeysariyé e o Palácio Timurid do século XV. Todos esses monumentos são um importante testemunho da vida social e cultural na Pérsia dos Sefévids. (UNESCO/BPI) |

| Takht-e Sulaiman | Takht-e Sulaiman |
| Takht-e Sulaiman | Bem cultural inscrito em 2003. |
| Takht-e Sulaiman | Localização: Azerbaijão Ocidental |
| Takht-e Sulaiman | O sítio arqueológico de Tajt-e Soleimán está localizado em um vale no noroeste do Irã localizado no meio de uma região de montanhas vulcânicas. É o lar do mais importante santuário zoroastrista – que foi parcialmente reconstruído na época do Iljaní (século XIII) – e um templo do período sassânida (séculos VI e VI) dedicado à deusa Anaíta. Além de seu importante valor simbólico, os monumentos deste local – e mais especificamente o layout e o design global do templo do fogo e do palácio – influenciaram muito o desenvolvimento da arquitetura islâmica. (UNESCO/BPI) |

| Pasárgada | Pasárgada |
| Pasárgada | Bem cultural inscrito em 2004. |
| Pasárgada | Localização: Fars |
| Pasárgada | A cidade de Pasárgada, fundada no século VI a.C. por Ciro II na região de Pérsis, foi capital do Império Aquemênida. Seus palácios e jardins, bem como o mausoléu de Ciro, não são apenas um exemplo excepcional da primeira fase da arte e arquitetura aquemênida, mas também uma testemunha exemplar da civilização persa. Além do mausoléu de Ciro II, entre os restos arqueológicos dignos de menção a este local de 160 hectares, vale destacar o terraço fortificado chamado Tall-e Tajt e o complexo arquitetônico palaciano formado por um pórtico de entrada, uma sala de audiência, bairros reais e jardins. Pasargada foi a capital do Primeiro Grande Império Multicultural da Ásia Ocidental, estendendo-se do Egito e das margens do Mediterrâneo Oriental às do rio Indo. Estima-se que este império foi o primeiro a respeitar a diversidade cultural de seus diversos povos. Essa característica tem se refletido na arquitetura dos Aquemenides, que sintetiza as contribuições culturais das diferentes populações governadas por esta dinastia. (UNESCO/BPI) |

| Paisagem cultural de Bam. | Bam e sua Paisagem Cultural |
| Paisagem cultural de Bam. | Bem cultural inscrito em 2004. |
| Paisagem cultural de Bam. | Localização: Quermanxá |
| Paisagem cultural de Bam. | A cidade de Bam está localizada em uma região desértica no extremo sul do planalto iraniano e suas origens datam do período Aquemêmida (séculos VI a VI a.C.). Localizado em uma encruzilhada de rotas comerciais e reputado por sua produção de tecidos de seda e algodão, estava no seu auge entre os séculos VII e XI .C. Bam cresceu em um oásis criado pelos canais de irrigação subterrânea do qual ele preservou alguns dos mais antigos de todo o Irã. O local é composto por uma cidadela fortificada medieval (Arg-e-Bam),que é o exemplo mais representativo de tal conjunto arquitetônico construído com uma técnica indígena de empilhar camadas de adobe(chiné). (UNESCO/BPI) |

| Soltaniyeh | Soltaniyeh |
| Soltaniyeh | Bem cultural inscrito em 2005. |
| Soltaniyeh | Localização: Zanjã |
| Soltaniyeh | O mausoléu de al-yet foi construído entre 1302 e 1312 na cidade de Soltaniyeh, a antiga capital da dinastia mongol dos Iljanies. Localizado no nordeste do Irã, na província de Zanjã, a cerca de 240 km de Teerã, este monumento é um dos exemplos mais notáveis de realizações arquitetônicas persas e tem sido de importância decisiva no desenvolvimento da arquitetura islâmica. O prédio do mausoléu tem formato octogonal e é coberto por uma majestosa cúpula dupla de 50 metros de altura. Revestida com azulejos turquesas e cercada por oito minaretes altos e finos, esta cúpula é a mais antiga de todo o Irã. A ornamentação interna do mausoléu é admirável e o eminente especialista A. U. Pope o descreveu como um "precursor do Taj Mahal". (UNESCO/BPI) |

| Inscrição de Beistu | Beistum |
| Inscrição de Beistu | Bem cultural inscrito em 2006. |
| Inscrição de Beistu | Localização: Quermanxá |
| Inscrição de Beistu | O cerco de Beistum está localizado à beira de uma antiga rota comercial ligando o planalto iraniano à Mesopotâmia e preserva restos arqueológicos que vão desde os tempos pré-históricos até a época do Iljaní, passando pelos períodos de dominação de medos, aqueménidas e sassânidas. O principal monumento deste sítio arqueológico é o baixo-relevo com inscrições cuneiformes ordenadas a serem executadas por Dario I, o Grande, quando ele aderiu ao trono do Império Aquemênida em 521 a.C.. No baixo-relevo, Dario é presenteado com um arco, símbolo de soberania, hollanded o peito de um personagem deitado de costas na frente dele. De acordo com a lenda, o personagem é Gaumata, o mago medo fingindo ao trono persa que Dario assassinou, fazendo assim seu caminho para o poder. Sob o baixo-relevo, e ao seu redor, há uma inscrição de cerca de 1.200 linhas contando a história das batalhas travadas por Dario nos anos 521 e 520 a.C. contra as sátrapas que tentaram desmembrar o império fundado por Ciro, o Grande. A inscrição está escrita em três línguas: Elamita, Babilônia e Persa Antiga. O texto mais antigo é elamita, que se refere a uma série de lendas sobre o rei e rebeliões que ele esmagou. O texto babilônico narra lendas semelhantes. A última parte da inscrição, escrita em persa antiga, é especialmente importante, porque é a primeira vez que a gestação de Dario nesta língua foi mencionada. É a única inscrição monumental aquemênida conhecida sobre a restauração do Império Aquemênida por este monarca. Este monumento atesta as trocas recíprocas entre as culturas que influenciaram o desenvolvimento da arte monumental e da escrita no território do Império Aquemênida. Em Beistum também há vestígios do período Medo (séculos VIII a VII a.C.), o aqueménida (séculos VI a VI a .C.) e tempos posteriores. (UNESCO/BPI) |

| Mosteiro Arménio de São Tadeu, no noroeste do Irão. | Conjuntos Monásticos Arménios no Irão |
| Mosteiro Arménio de São Tadeu, no noroeste do Irão. | Bem cultural inscrito em 2008. |
| Mosteiro Arménio de São Tadeu, no noroeste do Irão. | Localização: Azerbaijão Oriental/Azerbajão Ocidental |
| Mosteiro Arménio de São Tadeu, no noroeste do Irão. | Localizado a noroeste do atual território do Irã, este local compreende três conjuntos monásticos do cristianismo armênio: São Tadeu, São Estêvão e a capela de Santa Maria de Zorzor. Esses edifícios, incluindo o mais antigo, São Tadeu, datando do século VII, são exemplos de excepcional valor universal das tradições arquitetônicas e ornamentais armênias. Eles também demonstram importantes intercâmbios com outras culturas da região, em particular bizantina, ortodoxa e persa. Localizados na fronteira sudeste do núcleo principal da cultura armênia, esses mosteiros eram um importante centro de sua disseminação no Azerbaijão e na Pérsia. Hoje, são os últimos vestígios dessa cultura na região e seu estado de integridade e autenticidade é satisfatório. Além disso, são lugares de peregrinação que atestam a vivacidade das tradições religiosas armênias ao longo dos séculos. (UNESCO/BPI) |

| Ruínas da ponte de Band-e Kaisar, parte do sistema de represas de Shushtar. | Sistema Hidráulico Histórico de Shushtar |
| Ruínas da ponte de Band-e Kaisar, parte do sistema de represas de Shushtar. | Bem cultural inscrito em 2009. |
| Ruínas da ponte de Band-e Kaisar, parte do sistema de represas de Shushtar. | Localização: Curdistão |
| Ruínas da ponte de Band-e Kaisar, parte do sistema de represas de Shushtar. | Pontes, barragens, canais, construções e usinas de água do passado e do presente, inscritas como uma obra-prima da engenhosidade criativa, remonta aos tempos de Dario, o Grande (século V a.C.) com a criação de dois principais canais de desvio das águas do rio Karun. Um deles, o Canal gargar, ainda fornece água para a cidade de Xustar, cruzando toda uma rede de túneis e operando um conjunto de usinas hidráulicas. De um blefe espetacular, a água cai em um lago na parte inferior, antes de entrar na planície ao sul da cidade onde irriga um terreno de 40.000 hectares de campos e pomares de árvores frutíferas conhecidas pelo nome de Mian-b ("entre as águas"). O local também compreende um conjunto de edifícios notáveis, como o castelo de Salsel, um centro de controle de todo o sistema hidráulico, a torre de Kolsh-Farangi, que mede o nível de água, e uma série de barragens, pontes de lagoas e usinas hidráulicas. Este local é uma prova do conhecimento teórico e prático dos antigos elamitas e povos mesopotâmicos, do conhecimento técnico da civilização nabateu posterior e da influência da engenharia civil do Império Romano. (UNESCO/BPI) |

| Bazar de Tabriz | Conjunto do Bazar Histórico de Tabriz |
| Bazar de Tabriz | Bem cultural inscrito em 2010. |
| Bazar de Tabriz | Localização: Azerbaijão Oriental |
| Bazar de Tabriz | Um lugar de intercâmbio cultural desde a antiguidade, o bazar histórico de Tabriz foi um dos mais importantes centros comerciais da Rota da Seda. Composto por uma série de estruturas e recintos, construídos em tijolos e cobertos, que se comunicam entre si, este bazar já gozava de grande prosperidade e fama no século XIII, quando a cidade de Tabriz, localizada na província do Azerbaijão Oriental, tornou-se a capital do Império Safávida. Mais tarde, no século XVI, Tabriz perdeu seu status de capital, mas permaneceu um empório comercial de primeira classe até o final do século XVIII com a ascensão do poder otomano. O bazar como um todo é um dos exemplos mais abrangentes dos sistemas tradicionais de comércio e cultura do Irã. (UNESCO/BPI) |

| Santuário do Xeque Safi Adine, em Ardabil. | Conjunto do Khānegāh e do Santuário do Xeque Safi al-Din em Ardabil |
| Santuário do Xeque Safi Adine, em Ardabil. | Bem cultural inscrito em 2010. |
| Santuário do Xeque Safi Adine, em Ardabil. | Localização: Ardabil |
| Santuário do Xeque Safi Adine, em Ardabil. | Este conjunto monumental é um local de retiro espiritual sufi que foi construído em estilos arquitetônicos iranianos tradicionais entre o início do século XVI e o final do XVIII. Seus construtores aproveitaram ao máximo o espaço relativamente pequeno disponível para criar bazares, banheiros públicos, praças, locais de culto, casas e escritórios. Eles também criaram um itinerário de acesso ao mausoléu do Xeque Safiodin estruturado em sete estágios correspondentes aos sete estados místicos do sufismo. Formado por um conjunto excepcional de elementos da arquitetura islâmica medieval, o local apresenta fachadas e interiores ricamente ornamentados e uma notável coleção de objetos antigos. (UNESCO/BPI) |

| Jardim persa na cidade de Caxã. | Jardim persa |
| Jardim persa na cidade de Caxã. | Bem cultural inscrito em 2011. |
| Jardim persa na cidade de Caxã. | Localização: Fars/Ispaã/Carmânia |
| Jardim persa na cidade de Caxã. | O sítio abrange nove jardins em várias províncias. Exemplificam a diversidade de projetos de jardim persa que foi desenvolvida e adaptada às diferentes condições climáticas, mantendo os princípios que têm suas raízes nos tempos de Ciro II, do século VI a.C.. É sempre dividido em quatro setores, com a água desempenhando um papel importante, tanto para irrigação quanto para ornamentação, o jardim persa foi projetado para simbolizar o Éden e os quatro elementos zoroastristas: céu, terra, água e plantas. Esses jardins, datados de diferentes épocas do século VI a.C., também são caracterizados por seus edifícios, pavilhões e paredes, bem como sistemas de irrigação sofisticados. Eles influenciaram a arte do planejamento de jardim em lugares tão distantes quanto a Índia e a Espanha. (UNESCO/BPI) |

| Grande Mesquita de Ispaã | Grande Mesquita de Ispaã |
| Grande Mesquita de Ispaã | Bem cultural inscrito em 2012. |
| Grande Mesquita de Ispaã | Localização: Ispaã |
| Grande Mesquita de Ispaã | Localizada no centro histórico de Ispaã, a "Mesquita da Sexta-Feira" ilustra com destaque a evolução da arquitetura de mesquita a partir de 841 d.C. e ao longo de doze séculos. É o edifício mais antigo de seu estilo no Irã e serviu como um protótipo para várias mesquitas posteriores construídas na Ásia Central. O complexo, de uma área de mais de 20.000 metros quadrados, também é o primeiro edifício islâmico a adaptar o projeto com quatro pátios típicos dos palácios sassânidas à arquitetura islâmica de um caráter religioso. Suas cúpulas abobadadas representam uma inovação arquitetônica que inspirou construtores de outros edifícios da região. O local também tem detalhes decorativos representativos de empreendimentos estilísticos que abrangem mais de mil anos de arte islâmica. (UNESCO/BPI) |

| Gonbad-e Qābus | Gonbad-e Qābus |
| Gonbad-e Qābus | Bem cultural inscrito em 2012. |
| Gonbad-e Qābus | Localização: Lorestão |
| Gonbad-e Qābus | Destinado a abrigar os restos mortais dos restos mortais da torre funerária de 53 metros de altura do ônibus Ibn Voshmgir, construída em 1006 perto das ruínas da antiga cidade de Jorjan, às margens do rio Gorgan, no nordeste do Irã, é uma prova de intercâmbios culturais entre as culturas nômades da Ásia Central e a antiga civilização do Planalto do Irã. O único vestígio dessa cidade, que era um importante centro de artes e ciências antes de sua destruição pelas invasões mongóis dos séculos XIV e XV, este monumento representa um feito técnico excepcional e é um exemplo notável da arquitetura islâmica que influenciou construções funerárias subsequentes feitas não só no Irã, mas também na Anatólia e na Ásia Central. Construído com tijolos cozidos não mutilados e dotado de formas geométricas complexas, este mausoléu de 17 metros de diâmetro em sua base e 15, 5 metros no topo é em forma de um cilindro que se estreita em direção ao seu cusp, coberto por um telhado de tijolos cônicos. Esta torre funerária é um exemplo claro do desenvolvimento alcançado pela matemática e ciência no mundo muçulmano para o início do primeiro milênio de nossa era. (UNESCO/BPI) |

| Palácio do Golestão | Palácio do Golestão |
| Palácio do Golestão | Bem cultural inscrito em 2013. |
| Palácio do Golestão | Localização: Teerão |
| Palácio do Golestão | O luxuoso Palácio do Golestão é uma obra-prima da era Cajar que integra com sucesso o artesanato persa antigo e técnicas arquitetônicas com influências ocidentais. O recinto palaciano, um dos mais antigos complexos arquitetônicos de Teerã, tornou-se a sede do governo da família Cajar, que chegou ao poder em 1779 e fez de Teerã a capital do país. Construído em torno de um jardim com lagoas e terraços, as características mais originais do palácio e ornamentos mais ricos datam do século XIX. Tornou-se um centro de artes e arquitetura, do qual é um exemplo marcante e têm permanecido como uma fonte de inspiração para artistas e arquitetos iranianos até hoje. É um exemplo de um estilo inovador que combina artes e artesanato persas tradicionais e elementos da arquitetura e tecnologia do século XVIII. (UNESCO/BPI) |

| Shahr-i Sokhta | Shahr-i Sokhta |
| Shahr-i Sokhta | Bem cultural inscrito em 2014. |
| Shahr-i Sokhta | Localização: Sistão-Baluchistão |
| Shahr-i Sokhta | Shahr-i-Sokhta, que significa "Cidade Queimada", está localizado no cruzamento das rotas comerciais da Idade do Bronze que cruzam o planalto iraniano. Os vestígios da cidade, de tijolos de adobe, representam o surgimento das primeiras sociedades complexas no oeste do Irã. Fundada por volta de 3200 a.C., a cidade foi povoada até cerca de 1800 a.C. por quatro períodos, nos quais foram desenvolvidos diversos bairros distintos, compreendendo uma área monumental, bairros residenciais, bairros industriais e uma necrópole. Uma mudança nos cursos d'água e uma mudança no clima causaram o quase abandono da cidade no início do segundo milênio antes de nossa era. As estruturas, a necrópole e o grande número de objetos importantes encontrados em várias escavações bem preservadas graças ao clima seco do deserto fazem deste local uma rica fonte de informação sobre o surgimento e inter-relações de sociedades complexas no terceiro milênio a.de C. (UNESCO/BPI) |

| Vilarejo de Maymand, integrante do sítio Paisagem Cultural de Maymand. | Paisagem Cultural de Maymand |
| Vilarejo de Maymand, integrante do sítio Paisagem Cultural de Maymand. | Bem cultural inscrito em 2015. |
| Vilarejo de Maymand, integrante do sítio Paisagem Cultural de Maymand. | Localização: Carmânia |
| Vilarejo de Maymand, integrante do sítio Paisagem Cultural de Maymand. | Localizada na parte mais ao sul da cordilheira central do Irã, esta paisagem cultural abrange uma área isolada semi-deserta no final de um vale. Seus habitantes levam uma vida seminódica, praticando agricultura e pastagem. Da primavera ao outono eles residem em assentamentos temporários estabelecidos nos prados das áreas montanhosas altas, onde pastam seu gado. Eles então descem ao vale e se instalam durante os meses de inverno em habitações troglodíticas escavadas em solos de toba (kamar), que constituem um habitat excepcional em um ambiente natural do deserto. Esta paisagem cultural atesta a existência de um sistema de transumanidade, bastante difundido em outros tempos, no qual prevalece o deslocamento dos pastores sobre a migração da pecuária. (UNESCO/BPI) |

| Ruínas do palácio de Dario I em Susa. | Susa |
| Ruínas do palácio de Dario I em Susa. | Bem cultural inscrito em 2015. |
| Ruínas do palácio de Dario I em Susa. | Localização: Cuzistão |
| Ruínas do palácio de Dario I em Susa. | Localizado na parte sudoeste do Irã, nos sopés das Montanhas Zagros, este bem cultural é composto pelo conjunto de restos arqueológicos que estão localizados na margem leste do rio Chaur, bem como pelo Palácio Ardexir que fica na margem oposta desta hidrovia. As estruturas arquitetônicas descobertas graças às escavações correspondem a construções monumentais de diferentes tipos: palácios, edifícios administrativos, templos e casas. O sítio arqueológico de Susa apresenta uma série contínua de camadas sobrepostas de assentamentos urbanos que abrangem um período muito vasto: do quinto milênio ao .C. até o século XIII de nossa era. Este bem cultural é um testemunho excepcional das culturas Elamita, Persa e Parta, agora em grande parte desaparecidas. (UNESCO/BPI) |

| Deserto de Lute | Deserto de Lute |
| Deserto de Lute | Bem natural inscrito em 2016. |
| Deserto de Lute | Localização: Carmânia/Sistão-Baluchistão |
| Deserto de Lute | Localizado no sudeste do país, o Deserto de Lute ("Dasht-e-Lut") é uma área subtropical úmida atingida entre junho e setembro por ventos de alta resistência que transportam sedimentos e causam erosão do vento de proporções colossais. Neste local você pode ver alguns dos mais espetaculares relevos de vento formados por enormes cumes ondulados ("yardangs"), bem como vastos desertos de pedra e um campo de dunas, que juntos constituem um exemplo excepcional de processos geológicos sob evolução. (UNESCO/BPI) |

| Trecho subterrâneo do qanat de Gonadabe. | O Qanat Persa |
| Trecho subterrâneo do qanat de Gonadabe. | Bem cultural inscrito em 2016. |
| Trecho subterrâneo do qanat de Gonadabe. | Localização: Coração do Norte/Coração Razavi/Coração do Sul/Iazde/Carmânia/Marcazi/Ispaã |
| Trecho subterrâneo do qanat de Gonadabe. | Em todas as regiões áridas do Irã, a agricultura é apoiada pelo antigo sistema de irrigação dos qanats, que tomam água de aquíferos no alto dos vales e circulam por túneis subterrâneos que muitas vezes medem vários quilômetros. Os onze qanats que compõem este local e representam esse sistema também compreendem áreas de descanso para trabalhadores, caixas d'água e usinas hidráulicas. Esse sistema tradicional de gestão da água ainda funciona e permite uma distribuição equitativa e sustentável do recurso. Os qanats fornecem um testemunho excepcional das tradições culturais e civilizações de áreas desérticas do clima árido. (UNESCO/BPI) |

| Torre do Silêncio, na cidade de Iazde. | Cidade Histórica de Iazde |
| Torre do Silêncio, na cidade de Iazde. | Bem cultural inscrito em 2017. |
| Torre do Silêncio, na cidade de Iazde. | Localização: Iazde |
| Torre do Silêncio, na cidade de Iazde. | A cidade histórica de Yazde está localizada no meio do planalto central do Irã, 270 km a sudeste de Isfahan e perto das rotas de especiarias e seda. É um testemunho vivo do uso de recursos limitados para garantir a vida no deserto. A água chegou à cidade através de um sistema de qanats, destinado a capturar água do cano d'água. Os prédios da cidade são sujos. A cidade escapou das tendências de modernização que destruíram numerosas cidades tradicionais. A cidade resiste aos seus bairros tradicionais, o sistema de qanats, habitações tradicionais, bazares, hamames, mesquitas, sinagogas, templos zoroastrianos e o jardim histórico de Dolat Aba. (UNESCO/BPI) |

| Ruínas do Palácio de Ardashir Pāpakan. | Paisagem Arqueológica Sassânida da Região de Fars |
| Ruínas do Palácio de Ardashir Pāpakan. | Bem cultural inscrito em 2018. |
| Ruínas do Palácio de Ardashir Pāpakan. | Localização: Fars |
| Ruínas do Palácio de Ardashir Pāpakan. | Localizados a sudeste da província de Fars do Irã, esses oito sítios arqueológicos estão localizados em três áreas geográficas: Firuzabade, Bixapur e Savestã. São estruturas fortificadas, palácios e planos urbanos cuja construção remonta ao primeiro e último momento do império sassânida, que se espalhou na região entre os anos 224 e 658 de nossa época. Os locais incluem, em particular, a primeira capital do fundador da dinastia, Ardachir Papacã e uma cidade e estruturas arquitetônicas devido ao seu sucessor, o rei Sapor I. Esta paisagem arqueológica, que se baseia em uma exploração ideal da topografia natural, atesta a influência das tradições culturais aquemênidas e partidárias e trocas com a arte romana, que teve uma importante influência na arquitetura e nas abordagens artísticas do período islâmico. (UNESCO/BPI) |

| Cascata em floresta da região de Babol. | Florestas Hircanianas |
| Cascata em floresta da região de Babol. | Bem natural inscrito em 2019, estendido em 2023. |
| Cascata em floresta da região de Babol. | Localização: Gulistão / Mazandarão / Guilão |
| Cascata em floresta da região de Babol. | Este bem é compartilhado com Azerbaijão. |
| Cascata em floresta da região de Babol. | As novas áreas que foram incorporadas ao sítio, Dangyaband e o Vale de İstisuchay (Azerbaijão), contêm florestas antigas de grande valor pertencentes às florestas hircanianas e complementam as áreas do Iraque que já estavam inscritas. Pertencem ao mesmo arco florestas que se estende ao longo do Mar Cáspio. As florestas hircanianas formam um maciço florestal único que se estende ao longo da costa meridional do Mar Cáspio, com uma história que remonta a entre 25 e 50 milhões de anos. Os elementos que haviam sido inscritos recentemente compreendem ecossistemas completos que incluem predadores superiores como o leopardo, o lobo e o urso pardo e a floresta apresenta uma grande quantidade/proporção alta de espécies arbóreas raras e endêmicas. As árvores mais antigas da propriedade possuem entre 300 e 400 anos e algumas possivelmente alcançam os 500 anos de existência. (UNESCO/BPI) |

| Vista de Uraman Takht. | Paisagem Cultural de Hawraman/Uramanat |
| Vista de Uraman Takht. | Bem cultural inscrito em 2021. |
| Vista de Uraman Takht. | Localização: Curdistão |
| Vista de Uraman Takht. | A paisagem remota e montanhosa de Hawraman/Uramanat testemunha a cultura tradicional do povo Avromani, uma tribo curda agropastoril que habita a região desde cerca de 3.000 aC. O sítio, localizado no coração das montanhas Zagros, nas províncias do Curdistão e Kermanshah, ao longo da fronteira ocidental do Irã, inclui dois componentes: o vale centro-leste (Zhaverud e Takht, na província do Curdistão); e o vale ocidental (Lahun, na província de Kermanshah). O modo de habitação humana em ambos os vales se adaptou ao longo de milênios ao ambiente montanhoso hostil. Planejamento e arquitetura em declive, lavoura em terraços de pedra seca, pecuária e migração vertical sazonal são algumas das características distintivas da cultura local e da vida do povo semi-nômade Avromanid, que habita as terras baixas e altas durante as diferentes estações do ano . A sua presença ininterrupta na paisagem, que também se caracteriza por uma biodiversidade e endemismo excecionais, é evidente em ferramentas de pedra, grutas e abrigos rochosos, túmulos, restos de povoados permanentes e temporários, e oficinas, cemitérios, estradas, aldeias e castelos, entre outros. As doze aldeias incluídas no local evidenciam a evolução das respostas do povo Avromani à escassez de terras produtivas em seu ambiente montanhoso ao longo de milênios. (UNESCO/BPI) |

| Ponte ferroviária Pol-e Havâi na fronteira turco-iraniana. | Ferrovia Trans-Iraniana |
| Ponte ferroviária Pol-e Havâi na fronteira turco-iraniana. | Bem cultural inscrito em 2021. |
| Ponte ferroviária Pol-e Havâi na fronteira turco-iraniana. | Localização: Mazandarão / Teerão / Cuzistão |
| Ponte ferroviária Pol-e Havâi na fronteira turco-iraniana. | A rede ferroviária transiraniana liga o nordeste ao sudeste do Irã, desde as margens do Mar Cáspio até a costa do Golfo Pérsico, atravessando dois maciços montanhosos e um grande número de rios, planaltos, florestas e planícies, bem como quatro zonas climáticas diferentes. Sua construção começou em 1927 e foi concluída em 1938. O planejamento e execução de seus 1.394 km de ferrovias foi resultado de uma frutífera colaboração entre o governo iraniano e 43 empreiteiras de obras públicas de vários países. Esta ferrovia destaca-se tanto pelas suas grandes dimensões como pela magnitude das obras de engenharia que foram necessárias para ultrapassar os obstáculos apresentados pelo relevo acidentado e outras características geográficas. Para a sua construção foi necessário cavar enormes valas em algumas zonas montanhosas e noutros terrenos mais acidentados foi necessário construir 174 pontes grandes e outras 186 pequenas, bem como perfurar 224 túneis, dos quais onze tiveram de ser construídos em espiral. Ao contrário de grande parte dos projetos ferroviários da época, a realização da Transiraniana foi financiada com o produto de impostos nacionais para evitar a intervenção de investidores estrangeiros e seu posterior controle da ferrovia. (UNESCO/BPI) |

| Caravançarai de Ribat-i Sharaf, na rota entre Marve e Nixapur. | Caravançarais persas |
| Caravançarai de Ribat-i Sharaf, na rota entre Marve e Nixapur. | Bem cultural inscrito em 2023. |
| Caravançarai de Ribat-i Sharaf, na rota entre Marve e Nixapur. | Localização: Coração Razavi |
| Caravançarai de Ribat-i Sharaf, na rota entre Marve e Nixapur. | Os caravançarais eram pousadas situadas nas margens das estradas que ofereciam abrigo, comida e água a caravanas, peregrinos e outros viajantes. As rotas e a localização dos caravançarais eram determinadas pela presença de água condição geográfica e segurança. Os cinquenta e quatro caravançarais que integram o sítio são apenas uma pequena porcentagem dos numerosos caravançarais construídos ao longo das estradas do Irã. São considerados os exemplares mais representativos dos caravançarais iranianos uma vez que revelam uma ampla gama de estilos arquitetônicos, adaptações das condições climáticas e materiais de construção distribuídos ao longo de milhares de quilômetros e construídos ao longo de vários séculos. Em conjunto, demonstram a evolução e a rede de caravançarais iranianos em diferentes etapas históricas. (UNESCO/BPI) |

| Excavações em Ecbátana, uma das cidades mais antigas do mundo. | Ecbátana |
| Excavações em Ecbátana, uma das cidades mais antigas do mundo. | Bem cultural inscrito em 2024. |
| Excavações em Ecbátana, uma das cidades mais antigas do mundo. | Localização: Hamadã |
| Excavações em Ecbátana, uma das cidades mais antigas do mundo. | Os vestígios arqueológicos da antiga Hegmataneh, situados no noroeste do Irão, têm sido habitados continuamente há quase três milênios. Ecbátana possui provas importantes e únicas da civilização meda nos séculos VII e VI a.C. Posteriormente, converteu-se na capital de veraneio dos governantes aquemênidas, selêucidas, partos e sassânidas. (UNESCO/BPI) |